# 非洲櫻桃橘
非洲櫻桃橘（Citropsis schweinfurthii），又稱西非櫻桃橘（Citropsis articulata），或者烏干達櫻桃橘（當地稱為omuboro），是約略和橘子一樣大小的柑橘屬水果，為中非和西非地方特有的植物，在當地主要用於飲食和作為藥草之用。
在烏干達，深信服用由此植物的地下根莖做成的溶液，对男性有壯陽的功效，但至今尚未有科學實證支持這偏方。烏干達保育人士憂心，過度增加對這植物的需求，會威脅到這物種和其基因多樣性的存續。